# 黃獻可
黃獻可（1502年—？年），字尭俞，號野塘，福建興化府莆田縣人，明朝政治人物。

## 生平
由縣學附學生中式嘉靖十年（1531年）辛卯科福建鄉試第六十九名舉人，年三十一歲中式嘉靖十一年（1532年）壬辰科会试第一百六十名，第三甲第一百一十九名進士。禮部觀政，授武陵縣知縣，改嘉興縣知縣，陞禮部主事，降應天府學教授。。

## 家族
曾祖黃孟恭，祖黃汝保，父黃思達，母林氏。弟際可；學可。